# Dragon Trophy
Dragon Trophy é uma competição internacional de patinação artística no gelo de níveis sênior, júnior e  noviço, sediada na cidade de Liubliana, Eslovênia.

## Edições
| Ano  | Edição               | Cidade sede          | Sênior               | Sênior               | Júnior               | Júnior               | Noviço               | Noviço               | Ref                  |
| Ano  | Edição               | Cidade sede          | M                    | F                    | M                    | F                    | M                    | F                    | Ref                  |
| ---- | -------------------- | -------------------- | -------------------- | -------------------- | -------------------- | -------------------- | -------------------- | -------------------- | -------------------- |
| 2004 | 1.ª                  | Liubliana            | –                    | –                    | •                    | •                    | –                    | •                    | [ 1 ]                |
| 2005 | 2.ª                  | Liubliana            | –                    | –                    | •                    | •                    | –                    | •                    | [ 2 ]                |
| 2006 | 3.ª                  | Liubliana            | –                    | –                    | •                    | •                    | •                    | •                    | [ 3 ]                |
| 2007 | 4.ª                  | Liubliana            | –                    | –                    | •                    | •                    | •                    | •                    | [ 4 ]                |
| 2008 | 5.ª                  | Liubliana            | –                    | –                    | •                    | •                    | –                    | •                    | [ 5 ]                |
| 2009 | 6.ª                  | Liubliana            | –                    | –                    | •                    | •                    | •                    | •                    | [ 6 ]                |
| 2010 | 7.ª                  | Liubliana            | –                    | –                    | •                    | •                    | •                    | •                    | [ 7 ]                |
| 2011 | 8.ª                  | Liubliana            | –                    | –                    | •                    | •                    | •                    | •                    | [ 8 ]                |
| 2012 | 9.ª                  | Liubliana            | •                    | •                    | •                    | •                    | •                    | •                    | [ 9 ]                |
| 2013 | 10.ª                 | Liubliana            | •                    | •                    | •                    | •                    | •                    | •                    | [ 10 ]               |
| 2014 | 11.ª                 | Liubliana            | •                    | •                    | •                    | •                    | •                    | •                    | [ 11 ]               |
| 2015 | Não houve competição | Não houve competição | Não houve competição | Não houve competição | Não houve competição | Não houve competição | Não houve competição | Não houve competição | Não houve competição |
| 2016 | 12.ª                 | Liubliana            | •                    | •                    | •                    | •                    | •                    | •                    | [ 12 ]               |
| 2017 | 13.ª                 | Liubliana            | •                    | •                    | •                    | •                    | •                    | •                    | [ 13 ]               |
| 2018 | 14.ª                 | Liubliana            | •                    | •                    | •                    | •                    | •                    | •                    | [ 14 ]               |

Legenda
- –  Evento não disputado neste ano

## Lista de medalhistas

### Sênior

#### Individual masculino
| Evento                    | Ouro                                  | Prata                       | Bronze                      |
| Liubliana 2012 (detalhes) | Damjan Ostojič · Bósnia e Herzegovina | Fabriczio Carrillo · México | nenhum outro competidor     |
| Liubliana 2013 (detalhes) | Javier Raya · Espanha                 | Felipe Montoya · Espanha    | Saverio Giacomelli · Itália |
| Liubliana 2014 (detalhes) | Mikhail Kolyada · Rússia              | Justus Strid · Dinamarca    | Artem Lezheev · Rússia      |
| 2015                      | Não houve competição                  | Não houve competição        | Não houve competição        |
| Liubliana 2016 (detalhes) | Roman Galay · Finlândia               | David Kranjec · Eslovênia   | Alessandro Fadini · Itália  |
| Liubliana 2017 (detalhes) | Petr Kotlařík · República Tcheca      | Alessandro Fadini · Itália  | Mehmet Çakır · Turquia      |
| Liubliana 2018 (detalhes) | Nurullah Sahaka · Suíça               | Alessandro Fadini · Itália  | Alexander Borovoj · Hungria |

#### Individual feminino
| Evento                    | Ouro                           | Prata                            | Bronze                      |
| Liubliana 2012 (detalhes) | Daša Grm · Eslovênia           | Sabrina Schulz · Áustria         | Nika Cerič · Eslovênia      |
| Liubliana 2013 (detalhes) | Sonia Lafuente · Espanha       | Daša Grm · Eslovênia             | Minami Hanashiro · Alemanha |
| Liubliana 2014 (detalhes) | Valentina Chernishova · Rússia | Anita Madsen · Dinamarca         | Daša Grm · Eslovênia        |
| 2015                      | Não houve competição           | Não houve competição             | Não houve competição        |
| Liubliana 2016 (detalhes) | Daša Grm · Eslovênia           | Ilaria Nogaro · Itália           | Lara Roth · Áustria         |
| Liubliana 2017 (detalhes) | Isabelle Olsson · Suécia       | Guia Maria Tagliapietra · Itália | Lara Roth · Áustria         |
| Liubliana 2018 (detalhes) | Nathalie Weinzierl · Alemanha  | Viveca Lindfors · Finlândia      | Anna Memola · Itália        |

### Júnior

#### Individual masculino júnior
| Evento                    | Ouro                            | Prata                                 | Bronze                           |
| Liubliana 2004 (detalhes) | Damjan Ostojič · Eslovênia      | Luka Čadež · Eslovênia                | Alex Wilde · Reino Unido         |
| Liubliana 2005 (detalhes) | Luka Čadež · Eslovênia          | Robert McNamara · Austrália           | Severin Kiefer · Áustria         |
| Liubliana 2006 (detalhes) | Luka Čadež · Eslovênia          | Marco Fabbri · Itália                 | Peter Liebers · Alemanha         |
| Liubliana 2007 (detalhes) | Denis Ten · Cazaquistão         | Jason Thompson · Reino Unido          | Ivor Mikolčević · Croácia        |
| Liubliana 2008 (detalhes) | Severin Kiefer · Áustria        | Ivor Mikolčević · Croácia             | nenhum outro competidor          |
| Liubliana 2009 (detalhes) | Mario-Rafael Ionian · Áustria   | Severin Kiefer · Áustria              | nenhum outro competidor          |
| Liubliana 2010 (detalhes) | Ivor Mikolčević · Croácia       | Amel Bureković · Bósnia e Herzegovina | nenhum outro competidor          |
| Liubliana 2011 (detalhes) | Romain Ponsart · França         | Slavik Hayrapetyan · Armênia          | Peter James Hallam · Reino Unido |
| Liubliana 2012 (detalhes) | Kristof Brezar · Eslovênia      | nenhum outro competidor               | nenhum outro competidor          |
| Liubliana 2013 (detalhes) | Carlo Vittorio Palermo · Itália | Ivo Gatovski · Bulgária               | Kristof Brezar · Eslovênia       |
| Liubliana 2014 (detalhes) | Adrien Bannister · Itália       | Ivo Gatovski · Bulgária               | Alexander Borovoj · Hungria      |
| 2015                      | Não houve competição            | Não houve competição                  | Não houve competição             |
| Liubliana 2016 (detalhes) | Luc Maierhofer · Áustria        | Giorgio Vianello · Itália             | Andras Csernoch · Hungria        |
| Liubliana 2017 (detalhes) | Julian Donica · França          | Nik Folini · Itália                   | Alexander Maszljanko · Hungria   |
| Liubliana 2018 (detalhes) | Gabriel Folkesson · Suécia      | Basar Oktar · Turquia                 | Josh Brown · Reino Unido         |

#### Individual feminino júnior
| Evento                    | Ouro                           | Prata                             | Bronze                               |
| Liubliana 2004 (detalhes) | Fleur Maxwell · Luxemburgo     | Teodora Poštič · Eslovênia        | Darja Škrlj · Eslovênia              |
| Liubliana 2005 (detalhes) | Željka Krizmanić · Croácia     | Daša Grm · Eslovênia              | Phoebe Di Tommaso · Austrália        |
| Liubliana 2006 (detalhes) | Anna Heinonen · Finlândia      | Nicole Della Monica · Itália      | Ana Stublar · Eslovênia              |
| Liubliana 2007 (detalhes) | Denise Koegl · Áustria         | Kerstin Sommergruber · Áustria    | Delphine Kristofics-Binder · Áustria |
| Liubliana 2008 (detalhes) | Mirna Librić · Croácia         | Anastasija Uspenska · Eslovênia   | Petra Arponen · Finlândia            |
| Liubliana 2009 (detalhes) | Nika Cerič · Eslovênia         | Daša Grm · Eslovênia              | Sofia Ahanen · Finlândia             |
| Liubliana 2010 (detalhes) | Amelia Schweinbacher · Itália  | Nika Cerič · Eslovênia            | Sabrina Schulz · Áustria             |
| Liubliana 2011 (detalhes) | Victoria Hübler · Áustria      | Carol Bressanutti · Itália        | Sabrina Schulz · Áustria             |
| Liubliana 2012 (detalhes) | Patricia Gleščič · Eslovênia   | Saara Astola · Finlândia          | Justiina Niemi · Finlândia           |
| Liubliana 2013 (detalhes) | Caterina Andermarcher · Itália | Silvia Martinelli · Itália        | Sandra Ristivojević · Sérvia         |
| Liubliana 2014 (detalhes) | Viveca Lindfors · Finlândia    | Lara Roth · Áustria               | Emmi Peltonen · Finlândia            |
| 2015                      | Não houve competição           | Não houve competição              | Não houve competição                 |
| Liubliana 2016 (detalhes) | Julia Sauter · Romênia         | Monika Peterka · Eslovênia        | Emma Niemi · Finlândia               |
| Liubliana 2017 (detalhes) | Emma Kivioja · Suécia          | Alexandra Hagarová · Eslováquia   | Giulia Foresti · Itália              |
| Liubliana 2018 (detalhes) | Marina Piredda · Itália        | Stefanie Pesendorfer · Eslováquia | Lara Gutmann · Itália                |

### Noviço avançado

#### Individual masculino noviço avançado
| Evento                    | Ouro                                                | Prata                                               | Bronze                                              |
| Liubliana 2006 (detalhes) | Severin Kiefer · Áustria                            | William Nottingham · Estados Unidos                 | Daniel King · Reino Unido                           |
| Liubliana 2007 (detalhes) | Matic Hrovat · Eslovênia                            | Mislav Blagojević · Croácia                         | Borna Blagojević · Croácia                          |
| Liubliana 2008            | Não houhouve disputa do individual masculino noviço | Não houhouve disputa do individual masculino noviço | Não houhouve disputa do individual masculino noviço |
| Liubliana 2009 (detalhes) | Mislav Blagojević · Croácia                         | nenhum outro competidor                             | nenhum outro competidor                             |
| Liubliana 2010 (detalhes) | Charlie Parry-Evans · Reino Unido                   | Mislav Blagojević · Croácia                         | Steven Baker · Croácia                              |
| Liubliana 2011 (detalhes) | Adrien Tesson · França                              | Simon-Gabriel Ionian · Áustria                      | Lee Booker · Reino Unido                            |
| Liubliana 2012 (detalhes) | Jari Kessler · Itália                               | Steven Baker · Croácia                              | nenhum outro competidor                             |
| Liubliana 2013 (detalhes) | Ton Consul · Espanha                                | Aleix Gabara · Espanha                              | Ernesto Martinez · Espanha                          |
| Liubliana 2014 (detalhes) | Samuel McAllister · Reino Unido                     | Matej Gregorc · Eslovênia                           | Alexander Zlatkov · Bulgária                        |
| 2015                      | Não houve competição                                | Não houve competição                                | Não houve competição                                |
| Liubliana 2016 (detalhes) | Yann Frechon · França                               | Nikolaj Memola · Itália                             | Pontus Sellerup · Suécia                            |
| Liubliana 2017 (detalhes) | Nikolaj Memola · Itália                             | Mozes Jozsef Berei · Áustria                        | nenhum outro competidor                             |
| Liubliana 2018 (detalhes) | Alp Tore Ovalioglu · Turquia                        | Agahan Berk Dortkol · Turquia                       | Demir Ozdemir · Turquia                             |

#### Individual feminino noviço avançado
| Evento                    | Ouro                              | Prata                                | Bronze                          |
| Liubliana 2004 (detalhes) | Sabrina Immervoll · Áustria       | Delphine Kristofics-Binder · Áustria | Sharon Resseler · Países Baixos |
| Liubliana 2005 (detalhes) | Christel De Haan · Países Baixos  | Nathalie Van Uffelen · Países Baixos | Polona Koritnik · Eslovênia     |
| Liubliana 2006 (detalhes) | Pia Angelis · Áustria             | Marcella De Trovato · Itália         | Polona Koritnik · Eslovênia     |
| Liubliana 2007 (detalhes) | Katie Powell · Reino Unido        | Vera Kleinschuster · Áustria         | Doroteja Šimunič · Eslovênia    |
| Liubliana 2008 (detalhes) | Sabrina Schulz · Áustria          | Noora Pitkanen · Finlândia           | Stina Martini · Áustria         |
| Liubliana 2009 (detalhes) | Sabrina Schulz · Áustria          | Michaela Bochunová · Eslováquia      | Tuuli Lipiainen · Finlândia     |
| Liubliana 2010 (detalhes) | Elettra Olivotto · Itália         | Veera Suutari · Finlândia            | Rosaliina Kuparinen · Finlândia |
| Liubliana 2011 (detalhes) | Elettra Olivotto · Itália         | Alessia Benetti · Itália             | Victoria Plutalova · Áustria    |
| Liubliana 2012 (detalhes) | Emmi Peltonen · Finlândia         | Alessia Benetti · Itália             | Martina Scoccimarro · Itália    |
| Liubliana 2013 (detalhes) | Lea Hauer · Alemanha              | Alessia Benetti · Itália             | Lara Roth · Áustria             |
| Liubliana 2014 (detalhes) | Stanislava Konstantinova · Rússia | Claudia Martinelli · Itália          | Nina Polšak · Eslovênia         |
| 2015                      | Não houve competição              | Não houve competição                 | Não houve competição            |
| Liubliana 2016 (detalhes) | Emma Kikivioja · Suécia           | Sophia Schaller · Áustria            | Giuditta Sartori · Itália       |
| Liubliana 2017 (detalhes) | Vera Stolt · Finlândia            | Hana Kosić · Croácia                 | Alessia Tornaghi · Itália       |
| Liubliana 2018 (detalhes) | Emese Csiszer · Hungria           | Fanny Lindfors · Finlândia           | Lorine Schild · França          |